# Frullania densiloba
Frullania densiloba là một loài Rêu trong họ Jubulaceae. Loài này được Stephani ex A. Evans mô tả khoa học đầu tiên năm 1906.